# أبو بكر أحمد بن مروان الدينوري
أبو بكر أحمد بن مروان الدينوري المالكي، قاضٍ محدث، ألف كتابًا في الرد على الشافعي، وكتابًا في مناقب مالك، ولم يذكر في مصادر الترجمة تاريخ ولادته، سمع من ابن قتيبة بأسوان، وكان على قضاء (القلزم) ثم ولي قضاء (أسوان) بمصر عدة سنين. وتوفي بالقاهرة بعد الثلاثين وثلاثمائة. قيل سنة 333 هـ وقيل غير ذلك.

## أقوال العلماء فيه
- قال الذهبي: وكان بصيرًا بمذهب مالك.
- ضعفه أبو الحسن الدارقطني. وصرح في «غرائب مالك» بأنه يضع الحديث
- قال الزركلي في الأعلام: «وفي العلماء من يتهمه بوضع الحديث»
- قال مسلمة في الصلة: كان من أروى الناس عن ابن قتيبة مات بمصر سنة 333 وكان على قضاء القلزم أدركته ولم أكتب عنه وكان ثقة كثير الحديث.

## مصنفاته
- المجالسة وجواهر العلم، وهو من أماليه، طُبع كاملًا بتحقيق الشيخ مشهور بن حسن.
- الرد على الشافعي
- مناقب مالك